# Cereus mirabella
Cereus mirabella är en kaktusväxtart som beskrevs av Nigel Paul Taylor. Cereus mirabella ingår i släktet Cereus och familjen kaktusväxter. Inga underarter finns listade i Catalogue of Life.